# Манганесес-де-ла-Польвороса
Манганесес-де-ла-Польвороса (ісп. Manganeses de la Polvorosa) — муніципалітет в Іспанії, у складі автономної спільноти Кастилія-і-Леон, у провінції Самора. Населення — 751 особа (2010).

## Назва
- Манганесес-де-ла-Польвороса (ісп. Manganeses de la Polvorosa, «Польвороські Манганеси») — повна сучасна назва.
- Манганесес (ісп. Manganeses) — скорочена назва.

## Географія
Муніципалітет розташований на відстані близько 250 км на північний захід від Мадрида, 60 км на північ від Самори.

## Демографія
Динаміка населення (INE ):

## Персоналії
- Хуліан Барріо Барріо — архієпископ Компостельський.